# Municipalità di Vani
La municipalità di Vani (in georgiano ვანის მუნიციპალიტეტი?) è una municipalità georgiana dell'Imerezia.
Nel censimento del 2002 la popolazione si attestava a 34.464 abitanti. Nel 2014 il numero risultava essere 24.512.
La cittadina di Vani è il centro amministrativo della municipalità, la quale si estende su un'area di 557 km².

## Popolazione
Dal censimento del 2014 la municipalità risultava costituita al 99,8% da persone di etnia georgiana.

## Luoghi d'interesse
- Vani
- Casa di Galaktion e Tician Tabidze